# Hardwired (película)
Hardwired es una película de acción y ciencia ficción estadounidense de 2009 dirigida por Ernie Barbarash, escrita por Mike Hurst y protagonizada por Cuba Gooding Jr. y Val Kilmer . La película se estrenó directamente en DVD en los Estados Unidos el 3 de noviembre de 2009. 

## Trama
En un futuro no muy lejano donde las corporaciones controlan casi todos los aspectos de la vida humana, un hombre llamado Luke Gibson se ve involucrado en un accidente automovilístico que se cobra la vida de su esposa y su hijo por nacer. Luke tiene un daño cerebral severo, pero Hope Corporation accede a implantarle un chip en el cerebro para salvarle la vida. Descubre que este chip también envía anuncios constantemente hasta que la persona obtiene el producto o se vuelve loca. Mientras intenta descubrir por qué le hicieron esto y quién es, descubre que el chip es un producto de prueba con un mecanismo de seguridad que podría matarlo. Sucumbe a los efectos, pero la Corporación teme que su prueba pueda ser descubierta y deciden activar el mecanismo de seguridad . Justo antes de que explote, un grupo de piratas informáticos clandestinos liderados por Hal y "Keyboard" piratean el chip y le salvan la vida. Después de usar el chip para alejarlo de los perseguidores de Hope Corp., aceptan intentar ayudarlo a recordar quién es a cambio de ayudarlos en su lucha contra Hope Corp. Le muestran que su accidente no fue un accidente sino que en realidad fue planeado por Hope. Corp. para poder utilizarlo como sujeto de prueba . Él acepta ayudar, pero es capturado durante el intento y llevado a una instalación controlada por Hope Corp. Luke, con la ayuda de Punk Red y Punk Blue, logra abrirse camino hasta el líder del proyecto, Virgil Kirkhill. Virgil muere después de un breve enfrentamiento y Luke escapa. Se encuentra con "Red" y "Blue" (los únicos miembros que quedan del grupo clandestino). Juntos prometen continuar la lucha hasta que Hope Corporation sea destruida. Desde el punto de vista técnico, "Hardwired" destaca por su estética visual futurista. La dirección de Barbarash utiliza efectos visuales y un diseño de producción que refleja la opresión del entorno controlado por las corporaciones. La cinematografía, a cargo de Phil Parmet, contribuye a la creación de una atmósfera distópica que envuelve a los personajes en un mundo amenazante.
La trama sigue a Luke Gibson, interpretado por Cuba Gooding Jr., un hombre cuyo cerebro ha sido conectado a una red cibernética sin su consentimiento. A medida que descubre la verdad detrás de su situación, se une a una resistencia liderada por Alex (interpretada por Val Kilmer) para luchar contra el sistema. La película aborda temas como la privacidad, el control corporativo y la lucha por la libertad individual en un mundo cada vez más tecnologizado.
El guion, escrito por Michael Hurst, se adentra en el terreno de la ciencia ficción distópica y ofrece una narrativa que mantiene la atención del espectador a lo largo de la película. Aunque algunos críticos han señalado ciertos tropos del género, la historia mantiene un ritmo constante y entrega secuencias de acción que cumplen con las expectativas del público.
El elenco, encabezado por Gooding Jr. y Kilmer, ofrece interpretaciones sólidas que contribuyen al desarrollo de la trama. La música, compuesta por Pinar Toprak, complementa la narrativa y realza la atmósfera de tensión y resistencia.

## Elenco
- Cuba Gooding Jr. como Luke Gibson
- Val Kilmer como Virgil Kirkhill
- Michael Ironside como Hal
- Tatiana Maslany como Punk Red
- Eric Breker como Robert Drake
- Juan Riedinger como Punk Azul
- Chad Krowchuk como teclado
- Terry Chen como Carter Burke
- Hiro Kanagawa como Dr. Steckler
- Rachel Luttrell como Candace
- Donny Lucas como Bennett
- Ali Liebert como Catalina Jones
- Monica Mustelier como Veronica "Ronnie" Gibson
- Julius Chapple como Lewis
- Sunita Prasad como enfermera Price
- Lance Henriksen como Hope (Sin acreditar: Henriksen aparece solo en una imagen fija al final de la película y la imagen está tomada de un episodio del programa de televisión Millennium ).

## Producción
A Ironside se le ofreció originalmente el papel de Kilmer, Virgil Kirkhill, pero él lo rechazó porque quería ampliar su actuación más allá de interpretar a antagonistas imponentes. Ironside dijo que originalmente se sintió atraído por el guion basado en los temas estilo Matrix . 

## Recepción
David Nusair de ReelFilm analizó la película y afirmó: " Hardwired inevitablemente se establece como otro actor de acción descuidado y común y corriente directo a video, con la presencia de Cuba Gooding Jr en el papel central, en última instancia, más triste que cualquier otra cosa. "  Scifi Movie Page también hizo una reseña negativa de la película y escribió que "Hardwired es cursi, muy cursi".  Steve Power de DVD Verdict escribió: "Sorprendentemente, Hardwired no es del todo terrible". 